# わたしの通学ロード
『わたしの通学ロード』（わたしのつうがくロード）は、関西テレビで放送されていた関西ローカルのドキュメントバラエティ番組。シーズン1が2023年1月8日から2023年3月26日、シーズン2が2024年1月22日から2024年4月1日に放送された。過去の放送回は有料コンテンツとしてFODやU-NEXT等で配信されている。

## 概要
俳優やタレント、アスリートをゲストに迎え、学生時代の思い出の「通学路」を通して、ゲストの人生を映し出していくドキュメントバラエティー番組。ゲストの思い出の通学路を中心にゆかりの店や当時のゲストをよく知る人物・母校へインタビューし、VTRを見ながら、スタジオトークを展開していた。シーズン1、シーズン2共にナビゲーターは俳優の工藤阿須加、ナレーションは乃木坂46の五百城茉央が務めた。

## 出演者
ナビゲーター
- 工藤阿須加

ナレーション
- 五百城茉央（乃木坂46）

## 放送リスト
| 回 | 放送日         | ゲスト                     | 通学路（ロケ地）   |
| -- | -------------- | -------------------------- | ------------------ |
| 1  | 2023年 1月08日 | 錦鯉（長谷川雅紀・渡辺隆） | 北海道札幌市       |
| 2  | 1月15日        | 錦鯉（長谷川雅紀・渡辺隆） | 北海道札幌市       |
| 3  | 1月22日        | 錦鯉（長谷川雅紀・渡辺隆） | 北海道札幌市       |
| 4  | 1月29日        | 大久保嘉人                 | 福岡県京都郡苅田町 |
| 5  | 2月05日        | 大久保嘉人                 | 福岡県京都郡苅田町 |
| 6  | 2月12日        | 大久保嘉人                 | 福岡県京都郡苅田町 |
| 7  | 2月19日        | 王林                       | 青森県弘前市       |
| 8  | 2月26日        | 王林                       | 青森県弘前市       |
| 9  | 3月05日        | 王林                       | 青森県弘前市       |
| 10 | 3月12日        | 安藤美姫                   | 愛知県名古屋市     |
| 11 | 3月19日        | 安藤美姫                   | 愛知県名古屋市     |
| 12 | 3月26日        | 安藤美姫                   | 愛知県名古屋市     |

| 回 | 放送日         | ゲスト           | 通学路（ロケ地）     |
| -- | -------------- | ---------------- | -------------------- |
| 1  | 2024年 1月22日 | 一ノ瀬ワタル     | 佐賀県嬉野市         |
| 2  | 1月19日        | 一ノ瀬ワタル     | 佐賀県嬉野市         |
| 3  | 1月26日        | 一ノ瀬ワタル     | 佐賀県嬉野市         |
| 4  | 2月05日        | 関口メンディー   | 東京都品川区         |
| 5  | 2月12日        | 関口メンディー   | 東京都品川区         |
| 6  | 2月19日        | 関口メンディー   | 東京都品川区         |
| 7  | 2月26日        | ぱーてぃーちゃん | 大分県大分市         |
| 8  | 3月04日        | ぱーてぃーちゃん | 大分県大分市         |
| 9  | 3月11日        | ぱーてぃーちゃん | 大分県大分市         |
| 10 | 3月18日        | 木村沙織         | 東京都世田谷区下北沢 |
| 11 | 3月25日        | 木村沙織         | 東京都世田谷区下北沢 |
| 12 | 4月01日        | 木村沙織         | 東京都世田谷区下北沢 |

## 放送時間
| 放送期間              | 放送日時                     | 放送局     | 備考      |
| --------------------- | ---------------------------- | ---------- | --------- |
| 2023年1月08日-3月26日 | 日曜 5:30 - 5:45             | 関西テレビ | シーズン1 |
| 2024年1月23日-4月02日 | 火曜 2:25 - 2:40（月曜深夜） | 関西テレビ | シーズン2 |

## スタッフ
- 演出：小宮泰也
- 構成：清山智之、上野優人
- カメラ：橋口和利
- 音声：沖田一亮
- 美術：中山美奈
- メイク：白石真弓
- リサーチ：田原拓郎
- CG：生駒良太
- 宣伝：石田彩香
- 編成：市川雅章
- グラフィック：木村有里
- MA：小野夏実
- 音効：高津浩史
- 撮影協力：LOOP、キュー、東京オフラインセンター
- AD：坂井美友、稲垣安希
- ディレクター：新開嘉見、門脇大志、中野亮太
- プロデューサー：佐野貴亮、梅野麻未
- 制作協力：EASTFACTORY
- 製作著作：関西テレビ

## ネット局
| 放送対象地域 | 放送局                | 系列   | 放送日時           | 放送開始日   | 備考 |
| ------------ | --------------------- | ------ | ------------------ | ------------ | ---- |
| 三重県       | 三重テレビ放送（MTV） | 独立局 | 月曜 12:45 - 13:00 | 2024年4月1日 |      |